# اشتون گوتز
اشتون گوتز (انگلیسی: Ashton Götz؛ زادهٔ ۱۶ ژوئیهٔ ۱۹۹۳) بازیکن فوتبال اهل آلمان است.
از باشگاه‌هایی که در آن بازی کرده‌است می‌توان به باشگاه فوتبال هامبورگ اشاره کرد.